# Dissay
Dissay is een gemeente in het Franse departement Vienne (regio Nouvelle-Aquitaine) en telt 2634 inwoners (1999). De plaats maakt deel uit van het arrondissement Poitiers. In de gemeente ligt spoorwegstation Dissay.

## Geografie
De oppervlakte van Dissay bedraagt 23,8 km², de bevolkingsdichtheid is 110,7 inwoners per km².
De onderstaande kaart toont de ligging van Dissay met de belangrijkste infrastructuur en aangrenzende gemeenten.

## Demografie
Onderstaande figuur toont het verloop van het inwonertal (bron: INSEE-tellingen).